# 稲村ヶ岳
稲村ヶ岳（いなむらがたけ）は、奈良県吉野郡天川村にある大峰山脈の山。標高1,726.1m、関西百名山の一座。女人大峯、稲邑ヶ岳とも記される。

## 地理
天川村の東部、大峰山脈の北部、山上ヶ岳の南西に位置し、山域は吉野熊野国立公園の指定区域内にある。三等三角点「稲村岳」（標高1,725.9m）が設置されている。尾根伝いの北東に山上ヶ岳、東に大普賢岳、南東に行者還岳、南に弥山・八経ヶ岳、西に観音峯、北に大天井ヶ岳があり、山頂展望台から各ピークを望むことができる。天候が整えば奈良盆地や生駒山、金剛山、額井岳、釈迦ヶ岳などを遠望できる。
山頂部は北の大日山（だいにちさん）と南の稲村ヶ岳からなる。大日山と稲村ヶ岳の間には鋭いキレットがあり、西側の谷へと落ち込む断崖になっている。鋭い岩峰を持つ大日山を古くは稲村ヶ岳と呼び、こちらが本峰である。北側から見るその山容が、刈り取った後の稲を積み上げた稲叢（いなむら）に似ていたことが山名の由来である。大日山の標高は1,689m。山頂に大日如来を祀る祠があり、地元の村が干害に悩まされると、村人は雨乞いを行うために岸壁をよじ登り祈祷を行ったという。
また、龍泉寺が1960年に女人禁制を廃止し、近くの稲村ヶ岳の女性ガイドを「女先達」として認めこともあり、20世紀の後半には、稲村ヶ岳は観光のコースとして「女人大峯」（にょにんおおみね）と呼ばれ有名になりつつある。山頂付近はハシゴや鎖場、ロープが設置されている。
南にある稲村ヶ岳は標高1,726.1m。三等三角点が置かれ、奈良県が1968年に整備した鉄骨製展望台がある。稲村ヶ岳を含む大峰山脈の年間降水量は約3500mmであり、夏は多雨、冬は積雪が多く、冬期は山頂付近で樹氷が見られる。稲村ヶ岳近辺の地層は砂岩やチャートを主体とする礫岩層からなり、これを稲村ヶ岳礫岩層という。
稲村ヶ岳を源流とする河川はいずれも新宮川水系であり、北に山上川、東に川迫川（こうせがわ）が流れる。東の神童子谷（じんどうじたに）や南西のモジキ谷を流れる川迫川の渓流は沢登りの名所となっている。
| \| 画像 \| 名称 \| 標高(m) \| 方角と距離(km) \| \| ---- \| ------------ \| ------- \| -------------- \| \| \| 山上ヶ岳 \| 1,719.1 \| 北東 2.5 \| \| \| 大天井ヶ岳 \| 1,439 \| 北 7 \| \| \| 観音峯 \| 1,347 \| 西北西 5 \| \| \| バリゴヤノ頭 \| 1,580 \| 南 1.5 \| \| \| 大普賢岳 \| 1,780 \| 東 5 \| |              |         |                |
| 画像 | 名称         | 標高(m) | 方角と距離(km) |
| | 山上ヶ岳     | 1,719.1 | 北東 2.5       |
| | 大天井ヶ岳   | 1,439   | 北 7           |
| | 観音峯       | 1,347   | 西北西 5       |
| | バリゴヤノ頭 | 1,580   | 南 1.5         |
| | 大普賢岳     | 1,780   | 東 5           |

## 生態系

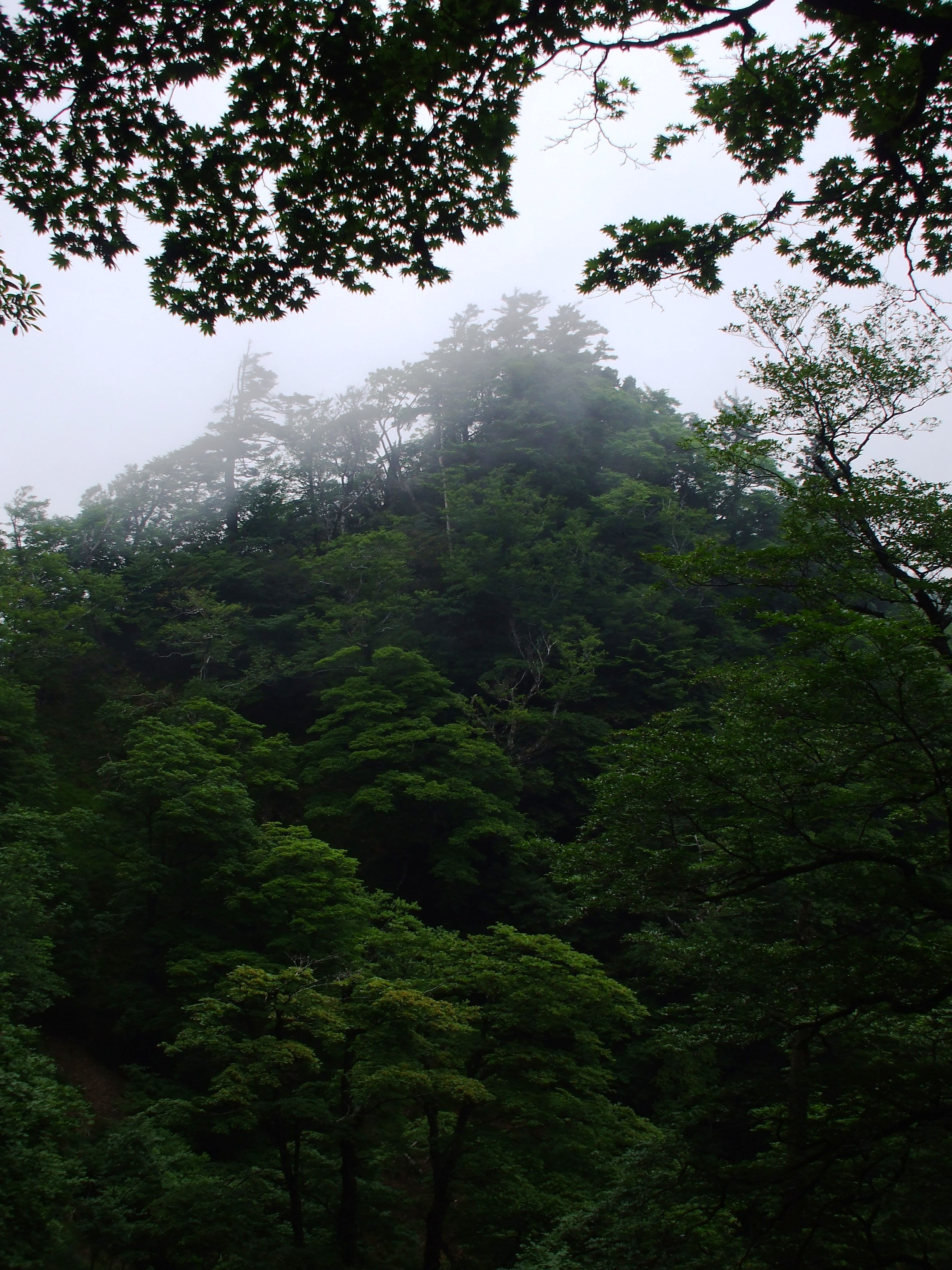
稲村ヶ岳

稲村ヶ岳の山腹はブナなど広葉樹林が広がり、山頂付近はブナ・ウラジロモミ・コメツガ・トウヒの混合林となる。シャクナゲやオオミネコザクラ、コケモモなど多くの高山植物が生育する。特にシャクナゲは5月下旬から6月上旬にかけて山頂一帯で花を咲かせる。稲村ヶ岳付近はコマドリ、コノハズク、ミソサザイ、ニホンシカ、イノシシ、ニホンカモシカ、ツキノワグマなどの野生動物が生息する。

## 登山・観光

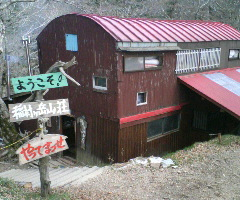
稲村小屋

洞川温泉から奈良県道21号大峯山公園線を清浄大橋方面へと東進し、洞川エコミュージアムセンター駐車場付近に登山道入口がある。登山道は五代松鍾乳洞を経て、法力峠を過ぎ、山上辻で山上ヶ岳から続く道と合流する。この登山道を五代松新道（ごよまつしんどう） と呼び、赤井五代松親子が1929年から1936年までに開削整備したものである。登山道は山上辻から大日山へ続き、稲村ヶ岳へと至る。
他に奈良県道21号大峯山公園線の終点から林道へ入り、レンゲ辻へ上り、山上辻を経て稲村ヶ岳へ至る登山道がある。こちらは急勾配かつ岩が多く、鎖場やハシゴを含む上級者向けのルートである。レンゲ辻は山上ヶ岳・山上辻の間にあるが、レンゲ辻の東側には大峯山寺の女人結界門があり、女性は通行を締め出されている。
レンゲ辻、山上辻を通過し、稲村ヶ岳で折り返して五代松新道を経て洞川へ下山するルートは、1984年のわかくさ国体山岳競技成年男子T1 (縦走) で使用されたコースの一部である。その他、大峯奥駈道からレンゲ辻を経るルートがある。
稲村ヶ岳は第二次世界大戦後に女性の入山が認められていたが、1960年7月10日に洞川の龍泉寺と時を同じくして女人解禁が正式に確認され、以降女性による登山がさかんに行われるようになった。同年、奈良県は山上辻に避難小屋の稲村小屋を建設した。稲村小屋は4月下旬から11月下旬の土日のみ営業を行なっている。